# نورتون، کینز
نورتون (به انگلیسی: Norton Canes) یک روستا و محله مدنی در بریتانیا است که در Cannock Chase واقع شده‌است. نورتون ۷٬۴۷۹ نفر جمعیت دارد.